# وزارت کشور
وزارت کشور یا وزارت داخله در برخی کشورها، نام وزارت‌خانه‌ای است که مسئولیت نظارت بر عملکرد سیستم سیاست داخلی آن کشور را برعهده دارد.
در ایران از ابتدای مشروطیت تا سال ۱۳۱۹ ه‍.خ این نهاد، وزارت داخله بود، اما پس از سال ۱۹۴۰ وزارت داخله به وزارت کشور تغییر نام یافت.

## وزارت‌خانه‌های کشور
- وزارت کشور (ایران)
- وزارت امور داخله (افغانستان)
- وزارت کشور ایالات متحده آمریکا
- وزارت کشور بریتانیا
- وزارت کشور (سوریه)
- وزارت کشور (فرانسه)
- وزارت کشور (مصر)
- وزارت کشور (عراق)